# Берман, Лазарь Васильевич
Лазарь Васильевич (Вульфович) Берман (1894—1980) — русский советский поэт и прозаик, фантаст, редактор, журналист.

## Биография
Родился 27 февраля 1894 года по старому стилю в Санкт-Петербурге.
Отец — Василий Лазаревич Берман — юрист, историк, энтузиаст палестинофильского движения, поэт и путешественник — умер в Каире от чахотки, когда сыну было два года. Мать — Анна Берман, преподаватель еврейского женского училища.
Мать пережила отца почти на пятьдесят лет и погибла в ленинградскую блокаду.
В 1905 году поступил в 5-ю петербургскую гимназию, где проучился два года, а в 1907 году перешёл в Тенишевское училище.
Учился на юридическом факультете Санкт-Петербургского университета.
С июня 1917 года служил в школе шофёров броневого запасного автомобильного дивизиона. Дружил с Виктором Шкловским.
В 1915 году поступил секретарём в журнал «Голос жизни».
После революций 1917 года был близок к эсерам, в 1918 году, во время эсеровского мятежа был арестован в качестве заложника, но не пострадал. В том же году добровольцем поступил в Красную армию, в автомобильные части 7-й армии Западного фронта. Был помощником шофёра, заведующим гаражом, командиром автоотряда, заведовал экспедиционной частью автомастерских.
В 1920—1921 годах работал секретарём в Петроградском отделении Союза поэтов. Организовал, вместе с И. Оксеновым и К. Державиным, издательство «Эрато».
В 1921 году, после демобилизации, поступил на автомобильное отделение электромеханического факультета Технико-педагогического института, который закончил в 1922 году.
В 1924 году стал секретарём журнала «Новый Робинзон».
Согласно воспоминаниям Лазаря Бермана, в декабре 1925 года, узнав о приезде Сергея Есенина в Ленинград, он заходил к нему в номер в гостинице «Англетер» накануне его гибели, но встреча не состоялась. Однако есть сомнение в правдивости этих воспоминаний.
Во второй половине 1920-х годов работал в газете «Ленинские искры», руководил пионерской радиопередачей.
В 1929 году «Красная газета» командировала его в «карскую экспедицию» (ледокол «Красин» в сопровождении нескольких судов должен, обогнув Скандинавию, найти проход через льды к устьям сибирских рек), о которой он оставил путевые заметки.
В декабре 1929 года переехал в Москву.
В 1930-х годов работал редактором газет-учебников Учпедгиза, в 1939 году организовал автомобильный кружок для детей.
В июне 1942 года был мобилизован и определён рядовым в караульную роту в Москве, где пробыл около восьми месяцев.
С начала 1943 до 1945 года воевал в составе автослужбы 2-го Украинского фронта.
После демобилизации вернулся к руководству автомобильным кружком на 3-й Песчаной улице, при котором возникла «Первая детская автомобильная трасса» («1 ДАТ») — прообраз современных картодромов.
Умер в 1980 году в Москве.

## Творчество
В 1912 году под грифом «Тенишевское училище в СПб» вышел стихотворный сборник «Пепел», в который вошли стихи Бермана.
В 1915 году вышел второй сборник его стихов — «Неотступная свита», а в сентябре 1921 года — последняя его поэтическая книга «Новая Троя», вызвавшая резко критический отзыв Валерия Брюсова. Более стихов не публиковал.
Обратившись к прозе, написал несколько популярных книг о технике для детей: про трамваи, автомобили («Четыре скорости. Первая книга об автомобиле»; 1936), работу корабля-сухогруза («Кобылья вахта»; 1930) и другие.
Оставил путевые заметки о «карской экспедиции» ледокола «Красин» (1929).
Сюжетно своеобразным и единственным обращением Бермана к научной фантастике является научно-популярная повесть-сказка «Путешествие по стране Авто» (1961). Действие повести происходит в мире «Путешествий Гулливера» Джонатана Свифта. Мальчик-лилипут попадает в страну великанов, где к тому временем техника достигла современного уровня. Столкновение масштабов позволяет автору живо и занимательно, описывая приключения маленького героя, объяснить устройство и принцип действия двигателя внутреннего сгорания.

## Семья
Двоюродные братья и сестра — экономист Владимир Войтинский, художница и искусствовед Надежда Войтинская, доктор технических наук, профессор Николай Войтинский, юрист и правовед Иосиф Войтинский, художники Евгений Берман и Леонид Берман.

## Сочинения
- Парящий полет: Стихотворения. — Рудня-Смоленск: Мнемозина, 2010. 116 стр. (Серия «Серебряный пепел»).